# Cañada Grande, Jalisco
Cañada Grande är en ort i Mexiko.   Den ligger i kommunen Valle de Guadalupe och delstaten Jalisco, i den centrala delen av landet, 400 km väster om huvudstaden Mexico City. Cañada Grande ligger 1 845 meter över havet och antalet invånare är 116.
Terrängen runt Cañada Grande är varierad. Runt Cañada Grande är det ganska tätbefolkat, med 62 invånare per kvadratkilometer. Närmaste större samhälle är Jalostotitlán, 19,5 km nordost om Cañada Grande. I omgivningarna runt Cañada Grande växer huvudsakligen savannskog.